# کم‌خونی سیدروبلاستیک
کم‌خونی سیدروبلاستیک (به انگلیسی: Sideroblastic anemia) نوعی کم خونی است که به دو شکل ارثی و اکتسابی بروز میکند.مغز استخوان هیپرپلازی اریتروئید را نشان می دهد و تعداد زیادی از انها سیدروبلاست حلقوی هستند . در این آنمی‌ها بدن نمی‌تواند آهن را به مولکول هم پیوند داده و هموگلوبین بسازد.اشکال اکتسابی بیماری بیشتر از انواع ارثی دیده می‌شوند.

## آنمی سیدروبلاستیک ارثی
بیماری به صورت وابسته به جنس  یا اتوزومال مغلوب به ارث میرسد لذا بیشتر بیماران دچار شکل ارثی مردان هستند.

## آنمی سیدروبلاستیک اکتسابی
- گاه به عنوان بخشی از سندرم‌های میلودیسپلاستیک دیده می‌شود. ده درصد بیماران مبتلا به آنمی سیدروبلاستیک بعداً دچار بدخیمی‌های خونی به خصوص لوسمی حاد میلوئیدی می‌شوند.
- اشکال اکتسابی گاه به علت مصرف داروها (ایزونیازید ، اتانول و کلرامفنیکل) رخ می‌دهد.
- بعضی از مسمومیت‌ها (مسمومیت با سرب ، روی و مس)
- برخی کمبودهای تغذیه‌ای مانند کمبود ویتامین ب۶ یا پیریدوکسین

## یافته‌های آزمایشگاهی
کاهش هماتوکریت (20-30%) و هموگلوبین که گاه با کوچک شدن حجم گلبول‌های قرمز (میکروسیتیک شدن) همراه است. سیلاروبلاست‌های حلقوی که اریتروبلاستهای غیرطبیعی دارای هسته هستند با تجمع آهن در میتوکندری‌های اطراف هسته سلول‌های پیشتار اریتروئیدی مشخص می‌شوند،از ویژگی‌های این بیماری هستند. تجمع آهن در میتوکندری‌ها باعث اختلال در عملکرد این ارگانل حیاتی سلول و در نتیجه مرگ سلول می گردد. اغلب اجسام پاپن هایمر ( Pappenheimer bodies) دیده می‌شوند که ناشی از رسوب آهن می‌باشند. فریتین و پهنای توزیع گلبول‌های (RDW) افزایش یافته‌است (یعنی گلبول‌های قرمز اندازه‌های مختلفی دارند). درگستره خون محیطی در آنمی سیدروبلاستیک منظره دی مورفیک که در ان گلبول‌های قرمز طبیعی وهیپوکروم میکروسیتیک باهم وجود دارند، تعدادی سلول هدف و واجسام پاپن هایمر نیز مشاهده می‌شود.به گلبول‌های قرمز دارای پاپن هایمر بادی سیدروسیت گفته می‌شود.

## تشخیص و درمان
بیماری سه تیپ دارد تیپ یک که کمتر از پنج گرانول سیدروتیک در سیتوپلاسم وجود دارد. تیپ دو که گرانولها بیش از پنج تا هستند ولی اطراف هسته نیستند تیپ سه که گرانولهای زیاد همه جا و اطراف هسته وجود دارند. انواع اکتسابی با رفع عامل ایجادکننده (مثلاً داروی عامل آن یا مسمومیت) قابل درمان است. اغلب بیماران به اریتروپویتین مقاومند. معمولاً در مبتلایان سل ایزونیازید به همراه پیریدوکسین تجویز می‌شود تا کم خونی بروز نکند.